# Jaume Pi i Sunyer
Jaume Pi i Sunyer (Roses, Alt Empordà, 5 de gener de 1851 - ibídem, 16 d'abril de 1897) fou un metge català.

## Biografia
Fou pare d'August Pi i Sunyer, Carles Pi i Sunyer, Santiago Pi i Sunyer i Maria Pi i Sunyer. Pel fet d'estar casat amb la seva cosina Carolina Sunyer i Quintana, empordanesa com ell, tant el pare com els seus fills portaren els mateixos cognoms Pi i Sunyer. El seu sogre fou el seu oncle, metge i polític de renom, Francesc Sunyer i Capdevila.
Estudià a Figueres a l'IES Ramon Muntaner. Es llicencià en medicina a la Universitat de Barcelona i s'especialitzà a la Universitat de Madrid el 1874. Un cop llicenciat tornà a Barcelona, i va començar la seva carrera mèdica a l'Hospital de la Santa Creu. El 1883 fou nomenat professor clínic de la facultat de Medicina i catedràtic de patologia general de la Universitat de Barcelona, on va voler donar un impuls decisiu a l'ensenyament clínic, que desenvoluparien més tard els seus fills.
Era molt amic de Ramon Turró i Darder, qui va deixar el periodisme que exercia a Madrid quan el va nomenar ajudant seu de càtedra, per tal que desenvolupés la investigació científica de laboratori. Fou membre de la Reial Acadèmia de Medicina de Barcelona i formà part del comitè de redacció de La Gaceta Médica Catalana, on va publicar la major part del seu treball.
Va morir a Roses el 16 d'abril de 1897.

## Obres
- Doctrina moderna del edema (1886)
- Problema actual de la Patología (1896)